# NO-Donatoren
NO-Donatoren sind eine Gruppe von Medikamenten, die in einer nicht-enzymatischen oder enzymatischen Reaktion in der glatten Gefäßmuskulatur Stickstoffmonoxid (NO) freisetzen. Durch die Aktivierung der Guanylatzyklase wird GTP zu cGMP umgebaut, was gefäßdilatierend wirkt. Einsatzgebiete sind die Herzinfarkt-Prophylaxe und Angina Pectoris sowie bei Versagen oder Kontraindikationen der First-Line-Therapie auch die Herzinsuffizienz und die arterielle Hypertonie.
Beispiele für enzymatische NO-Donatoren sind Glyceroltrinitrat (Nitroglycerine), Isosorbidmononitrat (ISMN) oder Isosorbiddinitrat (ISDN), für nicht-enzymatische NO-Donatoren Nitroprussid-Natrium sowie Molsidomin. Häufig verwendet werden insbesondere für den Notfall die Nitroglycerine, welche entweder sublingual (Nitrolingual), transdermal (Nitroderm) oder intravenös verabreicht werden können.
Therapielimitierend bei den enzymatisch aktivierten Wirkstoffen ist die langandauernde Verwendung aufgrund einer Gewöhnungserscheinung. Der der Toleranzentwicklung zugrunde liegende Mechanismus ist nicht abschließend geklärt.